# Drumfanfare Michaël
Drumfanfare Michaël is een drumfanfare uit de Gelderse stad Nijmegen. Het korps is in 1964 opgericht en bestaat uit ongeveer 45 muzikanten. Drumfanfare Michaël treedt zowel concerterend als marcherend op in binnen- en buitenland. Sinds 2000 werd Drumfanfare Michaël meerdere malen kampioen in de hoogste divisie voor marswedstrijden en behaalde het korps zilver en goud tijdens het WMC in Kerkrade.

## Geschiedenis
Drumfanfare Michaël is opgericht door de Broeders van Huijbergen, die vanuit de communiteit van Brakkenstein sinds 1962 onderwijs verzorgden aan de Michaëlschool. In het kader van het jongerenwerk werd in 1964 de Wandelvereniging St. Michael opgericht, voorzien van bijbehorende drumband. Deze groeide in de tweede helft van de twintigste eeuw uit tot een volwaardige drumfanfare met wisselende bezetting.
Vanaf de jaren 90 richt Drumfanfare Michaël zich op nationale en internationale bekendheid en resultaten. Het korps komt sinds 2002 uit in de hoogste divisie van de Koninklijke Nederlandse Muziek Organisatie (KNMO, voorheen Koninklijke Nederlandse Federatie van Muziekverenigingen) en behaalde in daar 2008, 2011 en 2012 eerste prijzen (met lof van de jury). Daarnaast neemt de fanfare jaarlijks deel aan diverse taptoes, straatparades en bloemencorso's. Het korps treedt sinds 2005 vierjaarlijks aan tijdens het Wereld Muziek Concours in Kerkrade, waar het goud twee keer werd veroverd en een keer werd verzilverd.
Hoewel de Broeders Brakkenstein in 1996 verlieten, maakt Drumfanfare Michaël nog altijd deel uit van de Stichting Michaël. Het korps vervult een centrale rol in het ‘dorpsgevoel’ van Brakkenstein dat inmiddels binnen de stadsgrenzen van Nijmegen ligt. Nog jaarlijks levert het korps haar bijdrage aan de Michaelmars en festiviteiten rond Sinterklaas en Carnaval. Daarnaast is het korps een vaste partner voor de Gemeente Nijmegen bij officiële gelegenheden zoals de kransleggingen op het Traianusplein tijdens de dodenherdenking.

## Korps
Het korps bestaat uit ongeveer 45 muzikanten in de leeftijdscategorie van 20 tot en met 50 jaar, met een gemiddelde leeftijd van 28 jaar. De bezetting van de drumfanfare bestaat uit baritons, bugels, slagwerk, trompetten, saxofoons, trombones en bassen/sousafoons. De muzikale leiding wordt gevormd door Emile Stoffels (dirigent, arrangeur), Sytse Joosten (slagwerkinstructie) en Marco Erdhuizen (tambour-maître).
Drumfanfare Michaël is in de basis een marcherend korps. Daarnaast presenteert het zich ieder voor- en najaar ook concerterend. Het korps is nauw verbonden met de overige orkesten in Nijmegen, verenigd in de Nijmeegse Muziek Federatie. Er bestaan speciale banden en samenwerking met Slagwerkgroep Neerbosch-Oost en Jeugddrumfanfare De Stefaantjes met betrekking tot optredens en de uitwisseling van leden en instructeurs.